# Virgin’s Milk
Virgin’s Milk – piąty studyjny album polskiej grupy stoner metalowej Corruption. Wydany został 28 września 2005 roku nakładem Metal Mind Records.

## Lista utworów
1. „99% Of Evil” – 4:04
2. „Hey You” – 4:30
3. „Murdered Magicians” – 3:49
4. „Lucy Fair” – 3:53
5. „Freaky Friday” – 5:41
6. „Fake Demon” – 3:38
7. „Invisible Cry” – 4:49
8. „Prophet” – 3:55
9. „Disbelief” – 4:54
10. „E.C.E.G” – 5:38

## Twórcy
| - Rafał „Rufus” Trela – śpiew - Paweł „Erol” Niziołek – gitara - Arkadiusz „Opath” Gruszka – gitara - Piotr „Anioł” Wącisz – gitara basowa |  | - Grzegorz „Melon” Wilkowski – perkusja - Przemysław Wejmann – inżynieria dźwięku, miksowanie, gitara - Jacek Miłaszewski – mastering |